# Streblosa glabrata
Streblosa glabrata är en måreväxtart som beskrevs av Theodoric Valeton. Streblosa glabrata ingår i släktet Streblosa och familjen måreväxter. Inga underarter finns listade i Catalogue of Life.